# Петровка-Китаева
Петровка-Китаева (так же известна как Ждановка) — упразднённая деревня в Воловском районе Липецкой области России. На момент упразднения входила в состав Набережанского сельсовета. Исключена из учётных данных в 2001 г.

## География
Деревня находится в юго-западной части Липецкой области, в лесостепной зоне, в пределах восточных отрогов Среднерусской возвышенности, к востоку от реки Олым, в истоке одного из притоков ручья Скакун, на расстоянии примерно 25 километров (по прямой) к востоку-юго-востоку (ESE) от села Волово, административного центра района.

## История
Деревня упразднена постановлением главы администрации Липецкой области от 09 июля 2001 года № 110.